# Rapovine
Rapovine je naseljeno mjesto u gradu Livnu, Federacija Bosne i Hercegovine, BiH.
Nalazi se 3 km jugozapadno od Livna, na putnom pravcu Livno – Split.

## Povijest
U 9. stoljeću livanjska županija je, uz Livanjsko, obuhvaćala Duvanjsko polje i Glamočko polje. Sjedište joj je bilo Livno, koje se prvi put spominje 892. godine pod imenom Cleuna, u povelji hrvatskog kneza Muncimira, gdje se kao župan Livna navodi Želimir u ulozi svjedoka. Tada je podignuta crkva posvećena apostolu Petru (Chiesa di S. Pietri). Srušena je oko 1685/86.
Na aktivnom katoličkom groblju pronađen je 1885. godine, arhitrav predromaničke oltarne pregrade s natpisom i nekoliko ulomaka pluteja oltarne pregrade s pletenom ornamentikom. Tekst natpisa otkriva dedikacijski sadržaj koji govori i o darivanju i posveti sv. Petru apostolu: FERRE DIGNATVS EST AT HONOREM (m) BEATI PETRI AP(ost)LI P(ro) REMEDIO ANIME SVE.... Greda se danas nalazi u Zemaljskom muzeju BiH u Sarajevu, a njena gipsana kopija u Franjevačkom muzeju i galeriji Gorica u Livnu.
Arheološko područje Rapovine, proglašeno je za nacionalni spomenik Bosne i Hercegovine.

## Stanovništvo

### 1991.
Nacionalni sastav stanovništva 1991. godine, bio je sljedeći:
ukupno: 316
- Hrvati - 309
- Muslimani - 5
- ostali, neopredijeljeni i nepoznato - 2

### 2013.
Nacionalni sastav stanovništva 2013. godine, bio je sljedeći:
ukupno: 310
- Hrvati - 307
- Bošnjaci - 1
- ostali, neopredijeljeni i nepoznato - 2

## Poznate osobe
- Drago Čondrić

## Vanjske poveznice
- O lokalitetu i tijeku istraživanja  Arhivirana inačica izvorne stranice od 14. rujna 2016. (Wayback Machine)